# Turin (pueblo)
Turin es un pueblo en el condado de Lewis, Nueva York, Estados Unidos. La población en el censo de 2000 de los Estados Unidos era de 793 personas. Turin tiene una villa, también llamada Turin. El pueblo se encuentra localizado al sur de Lowville, la sede del condado, y al norte por Rome, Nueva York.